# ГЕС Тегінг
ГЕС Тегінг — гідроелектростанція в Німеччині у федеральній землі Баварія на річці Інн. Розташована між іншими станціями Іннського каскаду — Джеттенбах (вище по течії) та Нойеттінг.
В 1917 році для ліквідації дефіциту алюмінію, що виник у Німеччині під час Першої Світової війни, створили компанію VAW (Vereinigten Aluminium-Werke), яка розпочала будівництво заводу на околиці міста Тегінг-ам-Інн. Це виробництво потребувало великої кількості електроенергії, тому в 1919-му поряд розпочали зведення гідроелектростанції. На відміну від інших ГЕС на середньому та нижньому Інні, що виконані як руслово-греблеві споруди на самій річці, для станції Тегінг обрали дериваційну схему. Споруджена вище за течією річки гребля Джеттенбах спрямовувала воду у канал довжиною 22 км. Останній тягнеться паралельно до лівого берега річки і в районі ГЕС Тегінг забезпечує напір у 30 метрів. Його ширина коливається від 30 до 52 метрів, глибина на підході до станції 8 метрів, а стінки облицьовані бетоном для уникнення втрат.
Введена в експлуатацію у 1924 році ГЕС мала п'ятнадцять водоводів, що забезпечували роботу відповідної кількості гідроагрегатів із турбінами типу Френсіс. Електроенергія вироблялась вісьмома генераторами змінного та сімома генераторами постійного струму. В 1996 році при модернізації залишили лише шість генераторів постійного струму, після чого кількість працюючих водоводів та турбін скоротилась до чотирнадцяти.
Окрім постачання алюмінієвого комбінату, можлива видача продукції до енергосистеми країни. Для цього використовується ЛЕП, що працює під напругою 110 кВ.